# Robert Bartini
Robert Ludvigovich Bartini (14 mai 1897 - 6 décembre 1974) est un ingénieur aéronautique et un scientifique reconnu en matière de dynamique des fluides. D’origine hongroise et italienne, il a effectué sa carrière en Union soviétique, où il a émigré en 1923 pour des motifs politiques.

## Des débuts mouvementés
Roberto Oros di Oroji est né le 14 mai 1897 à Fiume, ville du littoral autrichien. Issu d’une famille de riches fonctionnaires impériaux, il effectue ses études au lycée avant de rejoindre une école d’officiers de réserve à Banská Bystrica (aujourd’hui en Slovaquie). Diplômé en 1916, il est envoyé sur le front russe, et fait prisonnier en juin. Il passe trois ans en captivité dans des camps de prisonniers situés dans la région de Khabarovsk puis de Vladivostok. Rapatrié en février 1920 dans sa ville natale, rebaptisée Fiume après son occupation par Gabriele D'Annunzio, il devient donc italien et travaille chez le motoriste Isotta Fraschini tout en apprenant à piloter. Il suit également les cours de l’École polytechnique de Milan en 1922. Membre du Parti communiste italien depuis 1921, il quitte l'Italie en 1923, après la prise du pouvoir par Mussolini, et gagne clandestinement  l’URSS comme ingénieur aéronautique .

## Dans l'élite aéronautique de l'URSS
De 1923 à 1925, il dirige la section scientifique et technique de l’Armée rouge à Tchkalovski (Moscou), puis est transféré à Sébastopol, nommé ingénieur en chef du complexe aéronautique de la mer Noire. À partir de 1928, il dirige en particulier un bureau d’études expérimental sur les avions amphibies et, en 1929, il est chargé de superviser les parcours maritimes de l’ANT-4 durant son raid Moscou-New York. Fin 1929, Robert Bartini présente au TsAGI un rapport détaillant les trois catégories d’hydravions qui lui paraissent nécessaires à la marine soviétique. On lui accorde alors le droit d’avoir son propre bureau d’études. Il rejoint Moscou, nommé ingénieur principal au bureau d’études du NII GVF et dispose de moyens industriels importants avec les usines GAZ-22 et GAZ-39. Les professionnels comme Sergueï Korolev et Oleg Antonov lui témoignent leur plus grand respect. En août 1930, il adresse une lettre critique à Staline, ce qui entraîne son limogeage.

## Début de disgrâce
Tombé en disgrâce, Bartini se voit pourtant attribuer par l’Armée rouge, qui reconnaît les mérites techniques et scientifiques de l’homme, un petit bureau d’études au sein de la GAZ-22. Travaillant méthodiquement et approfondissant diverses techniques, il développe l’avion Stal-6, appareil de recherche qui permit au record de vitesse national de passer de 320 à 420 km/h en 1933, alors qu’il n’avait progressé que de 30 km/h au cours des cinq années précédentes. En 1936, apparaît le DAR, un hydravion bimoteur de reconnaissance arctique et, en 1937, le Stal-7, un bimoteur de transport destiné à l'Aeroflot.
Début 1938, le prototype du Stal-7 s’écrase au décollage durant un essai à pleine charge. La sanction est immédiate : Bartini est arrêté et déporté en février 1938. Assistant de Bartini, Vladimir Yermolaïev fut chargé de poursuivre le développement du Stal-7, transformant ce bimoteur en un efficace bombardier stratégique, le Yermolaïev Yer-2,.

## LeGoulag
Interné à Moscou puis à Omsk entre 1940 et 1943, Bartini poursuit ses travaux au sein d’un bureau d’études contrôlé par le NKVD (TsKB 29). Il s’intéresse au vol supersonique avec un projet d’intercepteur à aile en flèche (P-114), puis dessine le T-117 destiné au transport de blindés. Ce projet atteint le stade du dessin de détail et un prototype est mis en chantier à Taganrog, où Bartini constitue à nouveau un bureau d’études (OKB-86). Par manque de moteur approprié le prototype du T-117 est abandonné alors que la cellule était achevée à 80 % et les liasses transférées chez Antonov à Kiev. C’est également à Taganrog que sont développés les projets T-200 et T-210, appareils de transport lourds faisant appel à une combinaison de moteurs à piston et turbomoteurs. Le T-210 comporte un dispositif de contrôle de la couche limite, innovation pour l’époque.

## Réhabilitation
Libéré en 1946, il rejoint le bureau d’études de la firme Beriev à Taganrog, puis en 1952 l'institut sibérien de recherches aéronautiques SibNIA de Novossibirsk, où il effectue de nombreux travaux sur le vol supersonique et dessine le T-203, caractérisé par une aile à flèche évolutive, puis un bombardier stratégique supersonique désigné A-57. Finalement réhabilité en 1956, il regagne Moscou, où il dispose chez Kamov d’un bureau lui permettant d’étudier un amphibie à décollage et atterrissage vertical. Le programme MVA-62 est interrompu en 1963, mais la plupart de ses éléments sont repris dans le projet VVA-14, un aéronef à effet de sol destiné à la lutte anti-sous-marine construit par Beriev sous la direction de Robert Bartini. À partir de l’expérience acquise avec les deux prototypes du VVA-14, il dessine encore des ekranoplans géants pouvant atteindre 2 500 tonnes ou participe à la conception de trains à sustentation magnétique. 
Robert Bartini est mort à Moscou le 6 décembre 1974. Au total, il a contribué à plus de 60 projets d’aéronefs. Son nom est fréquemment associé à ceux de Sergueï Iliouchine, Oleg K. Antonov, Vladimir Miassichtchev ou Aleksander Yakovlev, mais surtout Sergueï Korolev, qui fait référence à Bartini comme à son mentor.

## Héritage intellectuel
Auteur de nombreuses publications sur la construction aéronautique, les matériaux, l’aérodynamique et les principes physiques du vol, Robert Bartini n’était pas seulement un technicien et un scientifique. Il a aussi beaucoup travaillé sur la théorie des transports de masse, l’efficacité des flottes aériennes, développé une approche mathématique pour résoudre les problèmes philosophiques. Peintre, poète, parlant six langues et croyant autant à la physique qu’à la cosmologie, il fut une personnalité à part dont Oleg K. Antonov a dit : 

« Bartini était productif, très productif, donc généreux. Ses idées étaient très en avance sur son temps, ce qui explique qu’une faible partie seulement aient conduit à réalisation. Mais même ses idées n’ayant pas conduit à réalisation furent un catalyseur pour le progrès de nos techniques aéronautiques. »

Il existe en aérodynamique un « effet Bartini » (augmentation de la poussée par une conception originale des nacelles-moteur).

## Hommages
L'astéroïde de la ceinture principale (4982) Bartini, découvert le 14 août 1977 à Naoutchnyï par Nikolaï Tchernykh, est nommé en son honneur. 